# Dubai Marina

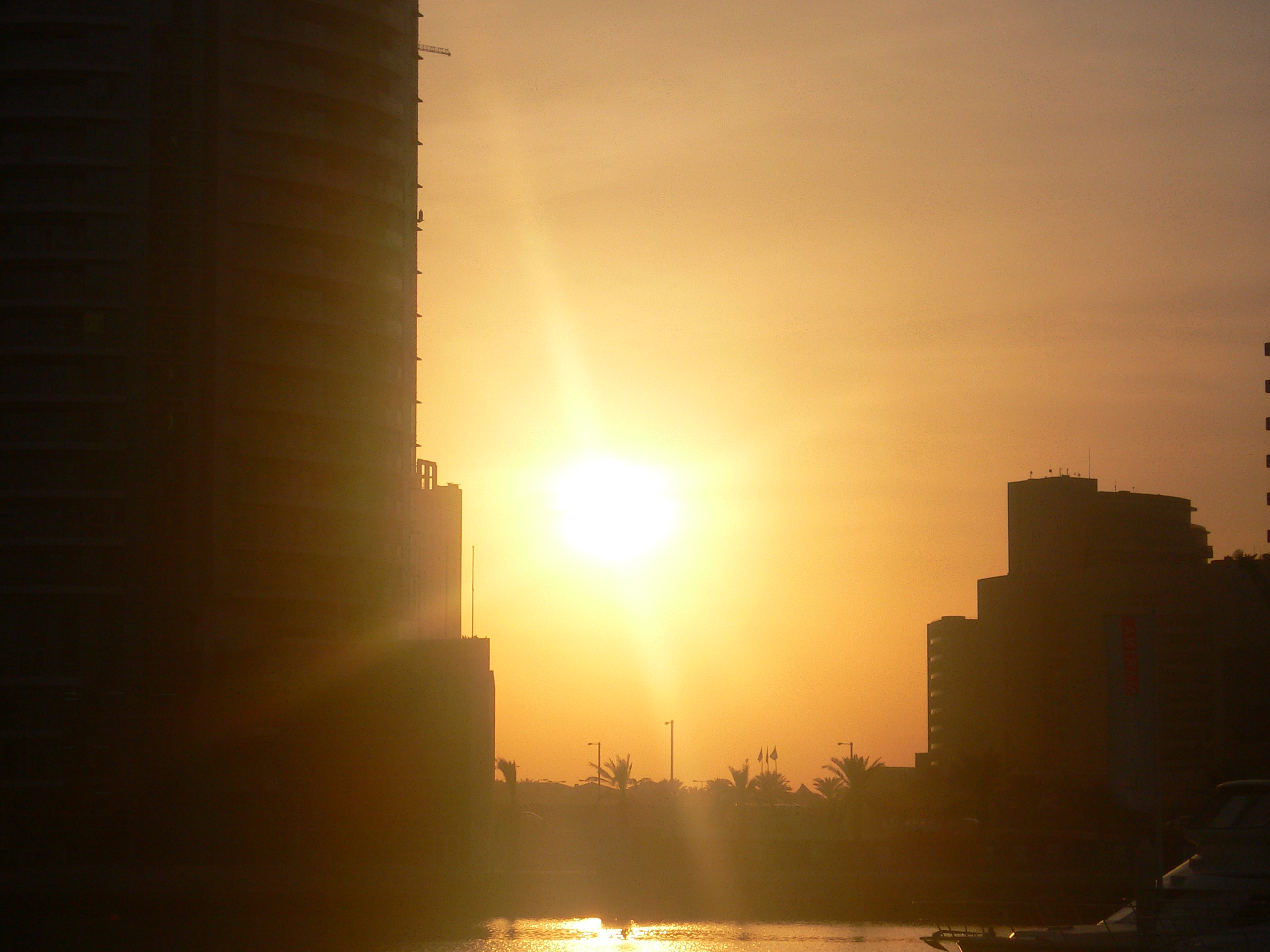
Soarele apunând peste Dubai Marina

Dubai Marina este un sector în inima a ceea ce recent a început să fie cunoscut sub numele 'noul Dubai', din Dubai, Emiratele Arabe Unite. Este localizat la 25°4′52.86″N 55°8′38.67″E / 25.0813500°N 55.1440750°E pe Drumul 5 între portul Jebel Ali și zona care găzduiește Dubai Internet City, Dubai Media City și American University in Dubai. Prima fază a acestui proiect a fost deja finalizată.
Construit pe o suprafață flotantă, structura a fost construită de către o firmă de dezvoltări imobiliare numită Ymaar Properties din Emiratele Arabe Unite. 
Zona va avea peste 200 de clădiri foarte înalte și câțiva zgârie-nori, precum Dubai Marina Towers, The Marina Torch, Infinity Tower, Princess Tower, Number One Dubai Marina, Marina Terrace, Le Reve și Horizon Tower, având o suprafață de 4.9 million m², care include 40 de turnuri rezidențiale și hoteliere ale Jumeirah Beach Residence. La finalizarea proiectului, se pare că va fi cea mai mare structură plutitoare construită de oameni. Recordul este deținut în prezent de Marina del Rey din Los Angeles County, California, USA.
1. ↑   https://www.webcitation.org/68EPrwmGQ?url=http://www.dubai-marina.com/, arhivat din original la 7 iunie 2012 Lipsește sau este vid: |title= (ajutor)